# Барсов Єлпідифор Васильович
Єлпідифо́р Васи́льович Ба́рсов (рос. Елпидифор Васильевич Барсов; нар. 1 листопада (13 листопада) 1836, с. Логінове, Череповецький повіт Новгородська губернія — пом. 2 квітня 15 квітня 1917, Москва, Російська імперія) — російський фольклорист і літературознавець.

## Життєпис
Закінчив 1861 року Петербурзьку духовну академію. У 1881—1907 роках працював секретарем Московського товариства історії й старожитностей російських, редактором його «Чтений…».
Збирач і дослідник російської народної творчості й давньоруського письменства. Видав «Голосіння Північного краю» (ч. 1-3, 1872—1886), «Північні перекази про давньоруських князів і царів» (1879). Цікавився питаннями української етнографії та фольклору, зокрема відношенням російських билин до українських дум. Цінною працею Барсова є його незавершена монографія «„Слово о полку Ігоревім“ як художня пам'ятка Київської дружинної Русі» (т. 1-3, 1887—1889).

## Твори
- (рос.)Причитания Северного края. В 3 ч. М., 1872—1886;
- (рос.)«Слово о полку Игореве» как художественный памятник Киевской дружинной Руси. В 3 т. М., 1887—1889.